# Pandanus analamazaotrensis
Pandanus analamazaotrensis är en enhjärtbladig växtart som beskrevs av Ugolino Martelli. Pandanus analamazaotrensis ingår i släktet Pandanus och familjen Pandanaceae.
Artens utbredningsområde är Madagaskar. Inga underarter finns listade.